# Junior Parker
Junior Parker, aussi connu sous le nom de Little Junior Parker ou "Mr Blues" (né le 27 mai 1932, mort le 18 novembre 1971) fut un influent musicien et chanteur de Memphis blues qui connut un grand succès de 1951 à 1971. Il fut intégré à titre posthume dans la Blues Hall of Fame en 2001.

## Biographie
Le lieu de naissance de Junior Parker est sujet à caution : certains disent qu'il serait né à Clarksdale, dans le Mississippi ou à West Memphis. Toutefois, d'aucuns s'accordent à dire qu'il est né sous le nom de Herman Parker, Jr.
Dans sa jeunesse, il chanta dans un groupe de Gospel et joua sur les différents circuits de blues durant son adolescence. Son joueur d'harmonica favori, qui fut son modèle musical, fut Sonny Boy Williamson, avec qui il travailla avant d'aller travailler pour Howlin' Wolf en 1949. Vers 1950, il fut un membre d'un groupe de Memphis, les Beale Streeters, avec Bobby Blue Bland et B.B. King.
En 1951, il forma son propre groupe, les Blues Flames, avec le guitariste Auburn 'Pat' Hare. Parker fut alors découvert en 1952 par Ike Turner, qui le signa chez Modern Records. Il sortit un single sur ce label, "You're My angel"". Ce titre attira l'attention de Sam Phillips qui signa alors avec Parker chez Sun Records en 1953. Ils sortirent alors trois chansons à succès : "Feelin' Good" (qui atteignit la cinquième place du classement rhythm and blues du magazine Billboard, "Love My Baby," et "Mystery Train", avec Floyd Murphy (le frère de Matt "Guitar" Murphy) à la guitare, chanson plus tard reprise par Elvis Presley, ainsi que par les Doors, durant certains de leurs concerts. Pour la version de Presley de "Mystery Train", Scotty Moore emprunta le riff de guitare de "Love My Baby" de Parker.
Plus tard en 1953, Parker partit en tournée avec Bobby Bland et Johnny Ace et rejoignit le label Duke Records. Parker et Bland prirent alors la tête de la revue de Blues la plus renommée, qui devint une référence du circuit sud du Blues. Il continua de sortir des chansons à succès atteignant entrant à chaque fois dans les Hit parade rhythm and blues, comme avec "Next Time You See Me", reprise des chansons de Roosevelt Sykes, "Sweet Home Chicago" et "Driving Wheel"; "The Things That I Used to Do"; "Mother-in-Law Blues" de Don Robey et "stand by me".
Ces succès furent plus mitigés à partir du moment où il quitta le label Duke Label en 1966. Il enregistra pour différents labels, notamment Mercury Records, Blue Rock, Minit Records, and Capitol Records.
Parker mourut le 18 novembre 1971 à l'âge de 39 ans à Blue Island, Chicago lors d'une opération pour une tumeur au cerveau.

## Hommages
Sur son album Al Green Explores Your Mind, Al Green dédicaça sa version originale de "Take Me To The River" à Parker, qui décrivait comme "l'un de ses cousins qui s'en alla, et dont il fallait prendre soin du nom".

## Discographie

### Singles
- "Sittin' at the Window" - Little Junior's Blue Flames - (Sun UNISS 1951)
- "Sittin' at the Bar" - Little Junior's Blue Flames - (Sun UNISS 1951)
- "You're My Angel" / "Bad Women, Bad Whiskey" (avec Ike Turner) - Little Junior Parker & His Blue Flames - (Modern 864 1952)
- "Feelin' Bad" - Little Junior's Blue Flames - (Sun UNISS 1952)
- "Feelin' Good" / "Fussin' and Fightin' Blues" - Little Junior's Blue Flames - (Sun 187 1953) (R&B # 5)
- "Mystery Train" / "Love My Baby" - Little Junior's Blue Flames - (Sun 192 1953)
- "Can't Understand" / "Dirty Friend Blues" - Little Junior Parker & Bill Johnson's Blue Flames - (Duke 120 1954)
- "Please Baby Blues" / "Sittin' Drinkin' and Thinkin'" - Little Junior Parker & Bill Johnson's Blue Flames - (Duke 127 1954)
- "Bachelor's Blues" - Little Junior Parker & His Orchestra - (Duke UNISS 1955)
- "Can You Teach Me Baby" - Little Junior Parker & His Orchestra - (Duke UNISS 1955)
- "Backtrackin'" / "I Wanna Ramble" - Little Junior Parker & His Orchestra - (Duke 137 1955)
- "Driving Me Mad" / "There Better Not Be No Feet (In Them Shoes)" - Little Junior Parker & His Orchestra - (Duke 147 1955)
- "Mother-In-Law Blues" / "That's My Baby" - Little Junior Parker and Bill Harvey's Band - (Duke 157 1956)
- "Next Time You See Me" / "Dolly Bee" - Little Junior Parker and Bill Harvey's Band - (Duke 164 1957) (pop # 74, R&B # 7)
- "Pretty Baby" / "That's Alright" - Little Junior Parker & His Combo - (Duke 168 1957)
- "Peaches" / "Pretty Little Doll" - Little Junior Parker & The Al Smith Orchestra - (Duke 177 1957)
- "Sittin' And Thinkin'" / "Wondering" - Little Junior Parker & His Band - (Duke 184 1957)
- "Barefoot Rock" / "What Did I Do" - Little Junior Parker & His Band - (Duke 193 1957)
- "Sweet Home Chicago" / "Sometimes" - Little Junior Parker - (Duke 301 1958) (R&B # 13)
- "Five Long Years" / "I'm Holding On" - Little Junior Parker - (Duke 306 1959) (R&B # 13)
- "Stranded" / "Blue Letter" - Little Junior Parker - (Duke 309 1959)
- "Dangerous Woman" / "Belinda Marie" - Little Junior Parker - (Duke 315 1959)
- "Stand By Me" - Little Junior Parker - (Duke 330 1961) (R&B # 11)
- "Driving Wheel" - Junior Parker - (Duke 335 1961) (pop # 85, R&B # 5)
- "In The Dark" (R&B # 7) / "How Long Can This Go On" - Little Junior Parker (Duke 341 1961) (R&B # 28)
- "Annie Get Your Yo-Yo"/"Mary Jo" - Little Junior Parker - (Duke 345 1962) (R&B # 6)
- "Someone Somewhere" - Little Junior Parker - (Duke 357 1962)
- "Strange Things Happening" - Little Jr. Parker - (Duke 371 1962) (pop # 99)
- "The Things I Used to Do" - Junior Parker - (Duke 376 1963)
- "Jivin' Woman" - Junior Parker - (Duke 384 1964)
- "Crying For My Baby" - Junior Parker - (Duke 389 1965) (R&B # 36)
- "Man Or Mouse" - Junior Parker - (Duke 413 1966) (R&B # 27)
- "You Can Make it If You Try" - Junior Parker - (Mercury 72651 1967)
- "I Can't Put My Finger On It" - Junior Parker - (Mercury 72699 1967) (R&B # 48)
- "Ain't Gon' Be No Cutting Loose" - Junior Parker - (Blue Rock 4080 1969) (R&B # 48)
- "Worried Life Blues" - Little Jr. Parker - (Minit 32080 1969) (R&B # 34)
- "Drownin' On Dry Land" Junior Parker - (Capitol 2997 1971) (pop # 114, R&B # 48)

### Albums
- Drivin' Wheel Duke vinyl LP 76 (1961)